# 5 Fingers
5 Fingers (bra: Cinco Dedos; prt: O Caso Cícero) é um filme estadunidense de 1952, dos gêneros drama biográfico, suspense e espionagem, dirigido por Joseph L. Mankiewicz para a 20th Century Fox, com roteiro de Michael Wilson baseado no livro Der Fall Cicero, de L.C. Moyzisch.
Conta a história real do albanês radicado na Inglaterra Elyesa Bazna, que se tornou o mais famoso espião da Segunda Guerra Mundial, enviando informações para os nazistas diretamente da Embaixada Britânica na Turquia, onde trabalhou em 1943 e 1944 como valete do embaixador Hughe Montgomery Knatchbull-Hugessen. Seu codinome era Cicero. Suas fotografias de documentos altamente secretos foram enviadas para Franz von Papen, ex-chanceler germânico que na época era o embaixador alemão em Ancara. Como contato entre ambos estava Moyzisch, adido comercial dos alemães. Segundo o filme, Cícero pretendia fugir, com o dinheiro ganho, para o Rio de Janeiro.

## Prêmios e indicações
| Prêmio             | Categoria               | Recipiente           | Resultado |
| ------------------ | ----------------------- | -------------------- | --------- |
| Globo de Ouro 1953 | Melhor roteiro          | Michael Wilson       | Venceu    |
| Oscar 1953         | Melhor roteiro original | Michael Wilson       | Indicado  |
| Oscar 1953         | Melhor direção          | Joseph L. Mankiewicz | Indicado  |

## Elenco
- James Mason..... Ulysses Diello / Cicero
- Danielle Darrieux..... cssa. Anna Staviska
- Michael Rennie..... Colin Travers
- Walter Hampden... sir Frederic Taylor
- Oskar Karlweis..... Moyzisch
- Herbert Berghof..... cel. Von Richter
- John Wengraf..... cd. Franz von Papen
- Ben Astar..... Siebert
- Roger Plowden..... McFadden

## Sinopse
Na Turquia em 1944, o embaixador alemão Franz von Papen e seu colega britânico Sir Frederic Taylor vão a uma recepção dada pela Condessa Anna Staviska, uma francesa viúva de um conde polonês. Tendo suas posses confiscadas pelos alemães, a condessa se oferece para espionar os ingleses para os nazistas mas é recusada. Logo após, um homem se apresenta a Moyzisch, adido comercial da embaixada alemã, oferecendo microfilmes com documentos secretos aliados e pedindo em troca vinte mil libras esterlinas. Os nazistas não o conhecem mas trata-se de Diello, valete pessoal de Sir Frederic e que antes trabalhara para o falecido marido da condessa na Polônia.
Os nazistas desconfiam dele mas os documentos se provam verdadeiros e Diello, que usa o nome de Cícero, continua a fornecer novas fotografias ao preço de mil libras cada uma. Diello se encontra com a Condessa e lhe pede que guarde o dinheiro, alugue uma casa e ofereça mais recepções. Contudo, seus planos são atrapalhados quando Sir Frederic desconfia que o embaixador alemão está sabendo de informações secretas e contata a Inteligência Aliada que envia até a Turquia o oficial Colin Travers para investigar e descobrir a identidade do espião.